# Atletika na Letních olympijských hrách 2000 – 200 metrů muži
Běh na 200 metrů mužů na Letních olympijských hrách 2000 se uskutečnil ve dnech 27. září a 28. září na Olympijském stadionu v Sydney. 

## Výsledky finálového běhu
| *                | jméno                 | země                   | čas   |
| ---------------- | --------------------- | ---------------------- | ----- |
| Zlatá medaile    | Konstantinos Kenteris | Řecko                  | 20,09 |
| Stříbrná medaile | Darren Campbell       | Velká Británie         | 20,14 |
| Bronzová medaile | Ato Boldon            | Trinidad a Tobago      | 20,20 |
| 4                | Obadele Thompson      | Barbados               | 20,20 |
| 5                | Christian Malcolm     | Velká Británie         | 20,23 |
| 6                | Claudinei da Silva    | Brazílie               | 20,28 |
| 7                | Coby Miller           | Spojené státy americké | 20,35 |
| 8                | John Capel            | Spojené státy americké | 20,49 |